# Asterius von Amaseia
Asterius von Amaseia (* vor Mitte des 4. Jahrhunderts n. Chr.; † in hohem Alter vor 431) war ein spätantiker christlicher Bischof und Prediger.
Asterius wirkte von 380/390 n. Chr. bis zum Beginn des 5. Jahrhunderts. Er war in der Nachfolge von Eulalios christlicher Bischof in Amaseia, der Hauptstadt von Helenopontos. Asterius, der als hervorragender Kanzelredner gilt, verfasste Enkomia auf Märtyrer und Homilien. In seinen Predigten lehrte er, dass der Besitz Eigentum Gottes sei und dass der Mensch soziale Verpflichtungen besitze. Er setzte sich für Schwache, Barbaren, Sklaven und Frauen ein. Seine Lehre ist sowohl von der platonischen als auch von der kynisch-stoischen Philosophie beeinflusst. Einige seiner Predigten sind in Photios’ Bibliotheke erhalten.
Er wurde auf der 7. ökumenischen Synode zu Nicäa 787 n. Chr. heiliggesprochen.

## Ausgaben
- Jacques-Paul Migne: Patrologia Graeca, Band 40, 1863, S. 155–480 (nicht alle Homilien richtig zugeordnet).
- C. Datema (Hrsg.): Asterius of Amasea. Homilies I–XIV. Text, introduction and notes. Leiden 1970.

Übersetzungen
- Die Homilien des Asterius. Herausgegeben von J. G. v. Engelhardt. 3 Bände, 1830, 1832, 1833.
- Ancient Sermons for Modern Times. By Asterius, Bishop of Amasia circa 375–405, A.D. Übersetzt von Galusha Anderson und Edgar J. Goodspeed, New York u. a. 1904 (Digitalisat).